# Boneh-ye Khāţer
Boneh-ye Khāţer (persiska: بنه خاطر, بُنِه خاطِر) är en ort i Iran.   Den ligger i provinsen Bushehr, i den centrala delen av landet, 600 km söder om huvudstaden Teheran. Boneh-ye Khāţer ligger 16 meter över havet och antalet invånare är 214.
Terrängen runt Boneh-ye Khāţer är platt. Runt Boneh-ye Khāţer är det glesbefolkat, med 15 invånare per kvadratkilometer. Närmaste större samhälle är Bandar-e Deylam, 9,2 km sydväst om Boneh-ye Khāţer. Trakten runt Boneh-ye Khāţer är ofruktbar med lite eller ingen växtlighet.